# Lijst van gemeentelijke monumenten in Maastricht, Oud-Caberg
De buurt Oud-Caberg in de wijk Maastricht-West in Maastricht heeft 34 panden/objecten die als gemeentelijke monumenten zijn beschreven in 26 regels (monumentnummers). Zie hieronder een overzicht.
| Object | Bouwjaar                              | Architect                                                   | Locatie                                                   | Coördinaten                   | Nr.                   | Afbeelding |
| --- | ------------------------------------- | ----------------------------------------------------------- | --------------------------------------------------------- | ----------------------------- | --------------------- | --- |
| Kapel Onze-Lieve-Vrouw van de Zeven Smarten tussen drie lindenbomen                                                     | ca. 1900                              |                                                             | Lanakerweg-Zouwweg                                        | 50° 52' 29" NB, 5° 39' 50" OL | 0935/3882 [dode link] | Meer afbeeldingen |
| Drie lindenbomen bij kapel                                                                                              |                                       |                                                             | Lanakerweg-Zouwweg                                        | 50° 52' 28" NB, 5° 39' 50" OL | 0935/3883 [dode link] | Drie lindenbomen bij kapel                                                                                              |
| Voormalige modelboerderij                                                                                               | 1935                                  |                                                             | Postbaan 10                                               | 50° 51' 58" NB, 5° 40' 15" OL | 0935/3855             | Voormalige modelboerderij                                                                                               |
| Hoevebebouwing (economiegebouw)                                                                                         | 1e helft 19e eeuw                     |                                                             | Postbaan 15a                                              | 50° 51' 56" NB, 5° 40' 17" OL | 0935/200              | Hoevebebouwing (economiegebouw)                                                                                         |
| Hoevebebouwing | 1e helft 19e eeuw                     |                                                             | Postbaan 17                                               | 50° 51' 55" NB, 5° 40' 16" OL | 0935/201              | Hoevebebouwing |
| Hoevebebouwing | 1e helft 19e eeuw                     |                                                             | Postbaan 21                                               | 50° 51' 54" NB, 5° 40' 16" OL | 0935/199              | Hoevebebouwing |
| Carréboerderij | 1e helft 18e eeuw (oudste deel)       |                                                             | Postbaan 39                                               | 50° 51' 50" NB, 5° 40' 14" OL | 0935/203              | Carréboerderij |
| Solitaire lindeboom (ouder dan 100 jaar)                                                                                |                                       |                                                             | Postbaan bij 39                                           | 50° 51' 51" NB, 5° 40' 14" OL | 0935/204 [dode link]  | Solitaire lindeboom (ouder dan 100 jaar)                                                                                |
| Hoevebebouwing | 1e helft 18e eeuw (oudste deel)       |                                                             | Postbaan 50                                               | 50° 51' 50" NB, 5° 40' 12" OL | 0935/190              | Hoevebebouwing |
| Hoevebebouwing | 1e helft 18e eeuw (oudste deel)       |                                                             | Postbaan 54                                               | 50° 51' 50" NB, 5° 40' 12" OL | 0935/192              | Hoevebebouwing |
| Kerkhof van Oud Caberg met kerkhofmuur                                                                                  | 1870                                  |                                                             | Postbaan hoek Papyrussingel                               |                               | 0935/205              | Kerkhof van Oud Caberg met kerkhofmuur                                                                                  |
| Kerkhoflaan met cipressen                                                                                               | 1870                                  |                                                             | Postbaan hoek Papyrussingel                               | 50° 51' 46" NB, 5° 40' 9" OL  | 0935/3852             | Kerkhoflaan met cipressen                                                                                               |
| Veldweg, deels holle weg                                                                                                |                                       |                                                             | Van Akenweg (noordwestzijde)                              | 50° 52' 14" NB, 5° 39' 32" OL | 0935/189              | Veldweg, deels holle weg                                                                                                |
| Buurthuis 'De Luibe' | 1954                                  |                                                             | Van Akenweg 15                                            | 50° 51' 49" NB, 5° 40' 13" OL | 0935/3857             | Buurthuis 'De Luibe' |
| Hoevebebouwing | 1e helft 18e eeuw (oudste deel)       |                                                             | Van Akenweg 21                                            | 50° 51' 50" NB, 5° 40' 12" OL | 0935/182              | Hoevebebouwing |
| Heilig Hart van Jezuskerk in neogotische stijl                                                                          | 1877 (kerk), 1936 (koor en sacristie) | Johannes Kayser (kerk), Alphons Boosten (koor en sacristie) | Van Akenweg 63                                            | 50° 51' 54" NB, 5° 40' 4" OL  | 0935/197              | Meer afbeeldingen |
| Voormalige kleine boerderij                                                                                             |                                       |                                                             | Van Akenweg 64                                            | 50° 51' 55" NB, 5° 40' 6" OL  | 0935/3858             | Voormalige kleine boerderij                                                                                             |
| Na-oorlogse modelboerderij                                                                                              | na 1945                               |                                                             | Van Akenweg 74                                            | 50° 51' 57" NB, 5° 40' 1" OL  | 0935/3859             | Na-oorlogse modelboerderij                                                                                              |
| Woonhuis bij boerderij                                                                                                  | midden 19e eeuw                       |                                                             | Van Akenweg 82                                            | 50° 51' 60" NB, 5° 39' 55" OL | 0935/3860             | Woonhuis bij boerderij                                                                                                  |
| Erven en oorspronkelijke huisweide met ommuring                                                                         |                                       |                                                             | Van Akenweg 83-85                                         | 50° 51' 56" NB, 5° 40' 1" OL  | 0935/3862             | Erven en oorspronkelijke huisweide met ommuring                                                                         |
| Beeldennisje |                                       |                                                             | Van Akenweg bij 84                                        | 50° 52' 1" NB, 5° 39' 53" OL  | 0935/3864 [dode link] | Meer afbeeldingen |
| Woonhuis in eclectische stijl                                                                                           |                                       |                                                             | Van Akenweg 90                                            | 50° 52' 4" NB, 5° 39' 50" OL  | 0935/3865             | Woonhuis in eclectische stijl                                                                                           |
| Woonhuis 'Marialinde'                                                                                                   | 1936                                  | A. Boosten                                                  | Van Akenweg 95                                            | 50° 52' 0" NB, 5° 39' 53" OL  | 0935/212              | Woonhuis 'Marialinde'                                                                                                   |
| Voormalige carréboerderij                                                                                               | 1773                                  |                                                             | Van Akenweg 96                                            | 50° 52' 6" NB, 5° 39' 47" OL  | 0935/3866             | Voormalige carréboerderij                                                                                               |
| Huisweide met boomgaard en meidoornhaag                                                                                 |                                       |                                                             | Van Akenweg 107                                           | 50° 52' 3" NB, 5° 39' 47" OL  | 0935/187              | Huisweide met boomgaard en meidoornhaag                                                                                 |
| Van de gietijzeren grenspalen 49 t/m 79 en tussenliggende grensstenen staan er totaal 7 stuks op de rand van deze buurt | 1843                                  |                                                             | Langs de Belgische grens; o.a. bij Van Akenweg en Zouwweg | 50° 52' 26" NB, 5° 39' 12" OL | 0935/3675             | Van de gietijzeren grenspalen 49 t/m 79 en tussenliggende grensstenen staan er totaal 7 stuks op de rand van deze buurt |